# Mifflintown
Mifflintown è un comune (borough) degli Stati Uniti d'America, situato nello stato della Pennsylvania, nella contea di Juniata, della quale è il capoluogo.